# Marco zero de Brasília

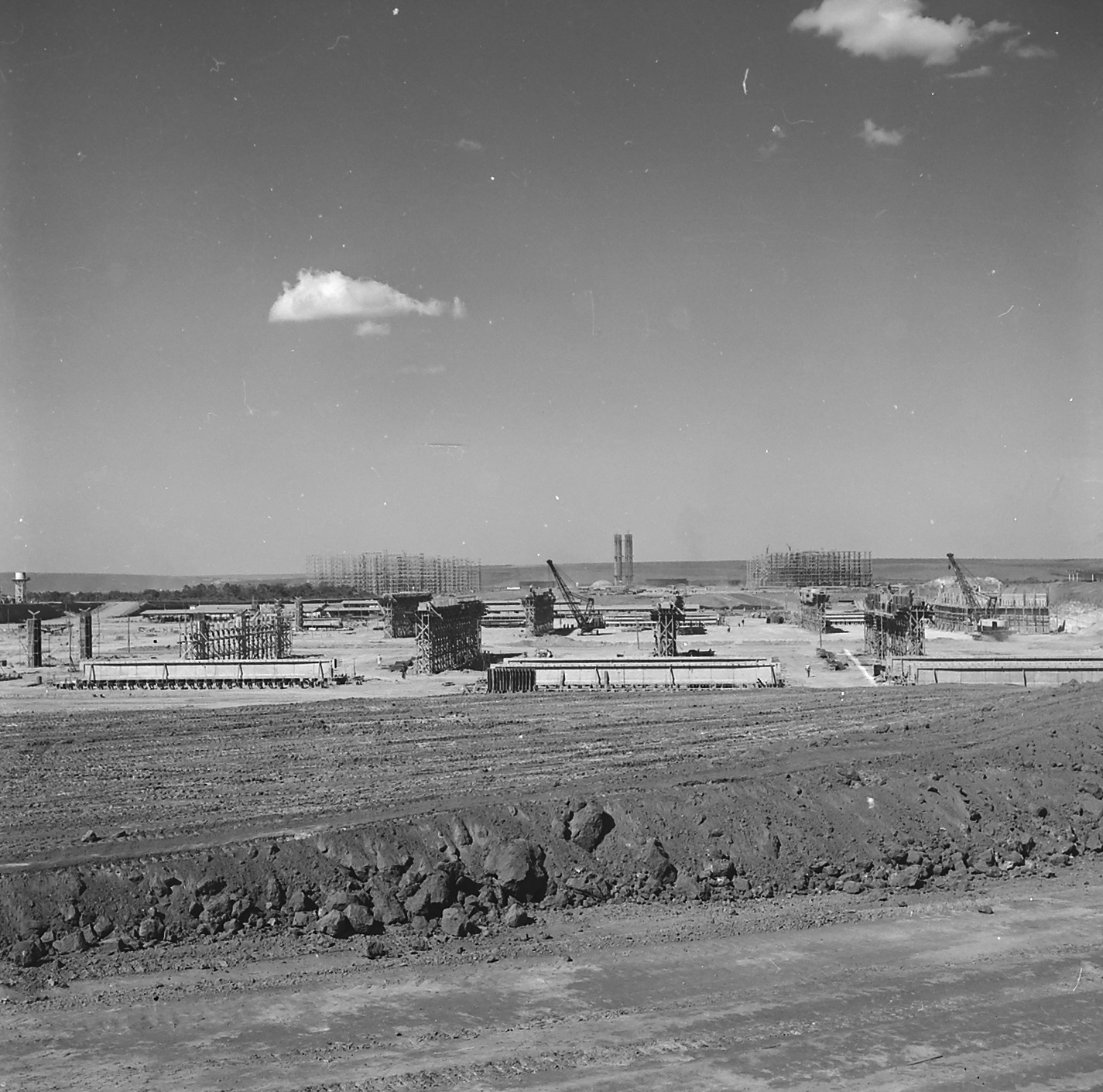
A Rodoviária sendo construída sobre o Marco Zero. Ao fundo é possível ver a Esplanada dos Ministérios e o Congresso, também em construção.

O Marco Zero é um local que marca o início da construção de Brasília, o que se deu com um cruzamento de vias.
Atualmente ele não é demarcado por placas nem monumentos, uma vez que há uma edificação construída sobre ele: a  Rodoviária do Plano Piloto.

## O Marco Zero
| |  | |
| A Rodoviária do Plano Piloto durante a década de 1960. Seu edifício foi erguido em cima do marco zero de Brasília |  | O presidente Juscelino Kubitschek durante a construção da Avenida Monumental, que compreende o Eixo Monumental |

Marco zero de Brasília é o nome dado ao cruzamento dos eixos Rodoviário e Monumental da capital do Brasil. Não há placa ou edificação que indique atualmente o Marco zero, tendo em vista que a Rodoviária do Plano Piloto foi construída em cima dele.
O fato de o Marco Zero ser concebido em um cruzamento de vias relaciona-se ao plano urbano concebido para a cidade. Nele, o arquiteto e urbanista Lúcio Costa, autor do projeto vencedor do concurso, partiu do traçado de dois eixos cruzando-se em ângulo reto, como o sinal da cruz. A proposta foi escolhida justamente pela simplicidade. Brasília nasceu “do gesto primário de quem assinala um lugar e dele toma posse”. Em relação a estas duas linhas que se cruzam, uma, o Eixo Rodoviário, seria a via que leva às áreas residenciais – hoje, Asa Sul e Asa Norte. Seu formato levemente curvado é o que dava à cruz a forma de um avião. O outro traço representava o Eixo Monumental, que abrigaria os prédios públicos e o palácio do Governo Federal no lado leste; a Rodoviária e a Torre de TV no centro, e os prédios do governo local no lado oeste.
A demarcação do Marco Zero era inerente ao surgimento da cidade. Ele comandaria o exato lugar onde a cruz, ou o avião, pousaria em relação aos pontos cardeais, e a como a cidade se comportaria em relação ao relevo do terreno e às chapadas que o contornam. Quando o local foi designado, após realizações de cálculos, cavou-se o chão em 10 metros de profundidade, o que significa um enorme movimento de terra. Esta quantidade foi posteriormente levada para a Praça dos Três Poderes.
A Rodoviária pousada sobre o cruzamento que é o Marco Zero já era prevista desde o Relatório do Plano Piloto, elaborado por Lúcio Costa. Neste documento, já consta a Plataforma Rodoviária, que se coloca como uma organizadora dos espaços urbanos. Se diz que ela deveria ser implantada numa situação topográfica que contemplasse o arranjo autônomo tanto do caminhar dos pedestres quanto dos feixes de pistas automobilísticas. É interessante perceber a correlação do edifício arquitetônico com sua importância geográfica e urbana de Marco Zero. Isso se percebe pelo fato de Lúcio Costa, autor do projeto urbanístico, não ter projetado muitos edifícios para a nova capital - a maioria dos simbólicos é de autoria de Oscar Niemayer. Contudo, fez questão de planejar esta Rodoviária.
A proposta inicial de Lúcio Costa para o local em que se encontra o Marco Zero era o de uma grande laje contínua e completa, que conectaria os setores centrais (diversões, comércio, bancos, culturais). A ideia não se cumpriu por completo. O local é constituído de várias lajes, em vários níveis. O Eixo Monumental atravessa a Rodoviária em nível térreo, entroncando com o Eixo Rodoviário na parte central. Já o Eixo Rodoviário atravessa em nível inferior. Por essa razão é conhecido pelo apelido de "Buraco do Tatu". A plataforma superior une os lados norte e sul do Eixo Rodoviário, mas não oferece passagem desimpedida. É um imenso estacionamento para veículos e calçadão para pedestres, unindo os setores cultural e de diversões. Essa plataforma também abriga duas praças e uma extensa marquise, ao norte, com as escadas, elevadores, lanchonetes, bancas de revistas e ponto de táxi. Já a plataforma térrea constitui a Estação Rodoviária de Brasília, centro das linhas urbanas (cidades do Distrito Federal) e metropolitanas (cidades do Entorno do DF). Dessa maneira, a Rodoviária do Plano Piloto, e logo o Marco Zero, simboliza o local de encontro entre Brasília, a cidade planejada e idealizada, e seus arredores periféricos. É onde a utopia se realiza de seu modo caótico e imperfeito. A Rodoviária não funciona, atualmente, para ônibus interestaduais. Esta função, que a edificação possuía originalmente, foi transportada para outra edificação. Trata-se do "Terminal Rodoviário de Brasília", conhecido também como "Rodoviária Interestadual", o qual, inaugurado em 2010, se localiza a 6 km do Centro.
O Marco Zero foi concebido em 1956, com a nova e definitiva demarcação da capital a ser construída. Foi o então presidente da República, Juscelino Kubitschek, deu início de fato à realização do projeto. É o lugar onde o Brasil real toma posse do Brasil idealizado pelos modernos.
A importância da Rodoviária é indiscutível na cidade. O professor aposentado da Universidade de Brasília (UnB), Cláudio Queiroz, afirma que “A rodoviária é um edifício que é um mercado, um shopping e, ao mesmo tempo, é o coração urbano de Brasília”. Apesar de sua importância que remete à localização do Marco Zero, a Rodoviária, a qual é considerada obra seminal de Brasília, foi sempre desprezada em sua importância, e um caso de descaso. As fissuras de sua estrutura apareceram pouco tempo depois da inauguração, em setembro de 1960.

## Antes do "Marco zero" e da fundação de Brasília
Apesar de se considerar o local em que se encontra hoje a Rodoviária do Plano Piloto como o marco zero, vale lembrar que já havia ocupação humana na região da atual capital antes da construção de Brasília - onde hoje se encontra Planaltina, o núcleo urbano mais antigo do Distrito Federal. A cidade nasceu em 19 de agosto de 1859 como um distrito do município de Formosa, em Goiás. O Distrito de Mestre D’armas — em homenagem a um armeiro que vivia na região permaneceu com este nome até ser batizada com o nome atual, em 1917. Planaltina se originou das incursões realizadas pelos bandeirantes paulistas e fez parte dos primeiros estudos da Comissão Exploradora do Planalto Central, liderada por Luiz Cruls (1892). É nesta Região Administrativa que se encontra a Pedra Fundamental, a qual demarca o local onde se pretendia construir a futura capital do Brasil. Este monumento, que fica no fica no Morro da Capelinha, foi encomendado pelo então presidente da República, Epitácio Pessoa.
As escolhas deste ponto e do Marco Zero foram influenciadas por determinações anteriores. Desde a época colonial já se planejava transportar a capital do Rio de Janeiro para uma região interiorana do país. Esta proposta foi reforçada em 1823, por José Bonifácio de Andrada e Silva, conhecido como “Patriarca da Independência”. Foi ele quem sugeriu o nome "Brasília". Além disso, em 1883, o sacerdote católico italiano Dom Bosco sonhou que visitava a América do Sul e, em seu relato, publicado no livro “Memórias Biográficas de São João Bosco”, diz que na localidade em que se construiu Brasília haveria uma cidade bastante rica. A visão acabou sendo interpretada como uma premonição do local em que deveria ser construída a nova capital do Brasil. Mas ela começou a ser viabilizada somente em 1891, quando a determinação de sua área foi incluída na primeira Constituição da República brasileira.

## Marco Zero e Pedra Fundamental
O Marco zero costuma ser confundido com a Pedra fundamental de Brasília. No entanto, ambos representam períodos diferentes da história da cidade. Enquanto a Pedra fundamental foi construída em 1922 para marcar o Quadrilátero Cruls, local estudado como propício para a construção de uma nova capital nacional, o cruzamento dos eixos Rodoviário e Monumental ficou conhecido como Marco zero por ter sido considerado o símbolo da construção de Brasília.

## Reencontro do Marco Zero
Após anos desaparecido, o Marco zero foi reencontrado no dia 31 de julho de 2024 após as obras de revitalização no "Buraco do Tatu", viaduto que liga o Eixão Sul ao Eixão Norte, por baixo da rodoviária do Plano Piloto. O marco estava escondido abaixo do antigo pavimento de concreto.